# Tolkbemiddeling
Tolkbemiddeling is bemiddeling tussen doven en tolken (tolk gebarentaal of schrijftolk).

## Doel
Om vraag en aanbod bij elkaar te kunnen brengen zijn er in zowel Nederland als Vlaanderen bemiddelingsorganisaties opgericht. Doven moeten zich eenmalig als klant registreren, waarna ze tolkopdrachten kunnen indienen. Bij de tolkopdracht moeten doorgaans de volgende gegevens verstrekt worden:
- Locatie, datum en tijd
- Gewenste tolkmethode, wel/niet student toegestaan
- Te gebruiken tolkvoorziening (onderwijs, werk of privé)
- Soort tolksituatie (vergadering, begrafenis, gesprek met arts, et cetera)
- Aanvullende informatie (bijvoorbeeld ontmoetingsplek, contactgegevens)

De bemiddelingsorganisatie kan dan de gegevens in een alleen voor aangesloten tolken toegankelijk systeem invoeren. De tolken kunnen dan zelf de opdrachten bekijken en accepteren.
In Nederland kunnen doven eveneens het register van erkende Tolken Gebarentaal en schrijftolken online raadplegen, en de tolken via de vermelde contactgegevens rechtstreeks benaderen. Dat kan uitkomst bieden, aangezien er in dit register ook zelfstandig werkende tolken staan die niet aangesloten zijn bij een bemiddelingsorganisatie.

## Ontwikkeling van de bemiddelingsorganisaties in Nederland
In de jaren 80 van de 20e eeuw werd Madido opgericht door de Dovenraad, de voorloper van het huidige Dovenschap. Madido was een afkorting voor Maatschappelijke Dienst voor Doven. Madido bestond onder meer uit een tolkenbemiddelingsdienst.Alle tolken zijn in dienst van Madido. Door de enorme vraag was het tekort aan tolken erg groot. 
In 1988 verbrak de toenmalige staatssecretaris Robin Linschoten het monopolie dat Madido had op de levering van doventolkdiensten, en verminderde ook de subsidie. Als gevolg hiervan begon een aantal tolken al zelfstandig hun diensten aan te bieden. Daarna, in de jaren '90 van de 20e eeuw, werden meer en meer tolken ontevreden over de arbeidsvoorwaarden en de werkwijze van Madido. Een groep tolken splitste zich af van Madido en richtte een eigen tolkenbemiddelingsdienst onder de naam 'TC Visinet' op. Deze dienst werkte in eerste instantie vooral in Noord-Nederland. Niet lang daarna ging Madido mede door mismanagement failliet. Andere, latere nieuwkomers waren 'Stimulans' die bemiddelde voor de tolkstudenten van de Hogeschool Utrecht, en 'Wissink Audiotolk' die schrijftolken kon aanbieden.
TC Visinet had dienstverlening hoog in het vaandel staan en bood diensten zoals een 24-uursservice voor noodgevallen aan. De kosten hiervan bleken echter hoog uit te pakken. Daarnaast bleek de formule die in Noord-Nederland buitengewoon goed werkte niet automatisch toepasbaar in de rest van het land. Verkeerde beleidsbeslissingen leidden tot een steeds grotere groep van tolken en klanten die niet meer met Visinet wilden samenwerken. Door de gedaalde inkomsten en trage uitbetalingen van de vergoeding van tolkuren door de uitvoeringsinstanties, moest Visinet haar dienstenaanbod sterk terugdraaien. 
De overheid beperkte vervolgens de vergoeding voor bemiddelingsdiensten, vooral omdat voor serie-aanvragen (zoals in het onderwijs) slechts eenmaal een bemiddelingsactiviteit werd verricht maar wel bij elk gedeclareerd uur opnieuw moest worden betaald. Daarnaast bleek de bemiddelingslogistiek van Visinet niet opgewassen tegen de pragmatische gewoonte van veel doven om dezelfde aanvraag bij meerdere bemiddelingsdiensten uit te zetten om van een tolk verzekerd te zijn. Door de dalende vergoeding en mismanagement was voor Visinet een reorganisatie nodig om de kosten te kunnen dekken. Uiteindelijk ging Visinet failliet in 2004, en ging, gesteund door Effatha en Viataal (beiden instituten voor doven), na een fundamentele organisatiewijziging door als Tolknet. Stimulans sloot zich later aan bij Tolknet. Thans is Tolknet het enige door de overheid erkende bemiddelingsbureau voor tolken gebarentaal en schrijftolken. Tolknet is een geprivatiseerde organisatie en kan gezien worden als semi-overheid. Reden voor privatisering is het structureel verliesgevende karakter van tolkbemiddeling: gemiddeld om een aantal jaar gaat een bemiddelingsbureau failliet. Tolknet maakt momenteel geen winst. De bemiddeling worden deels gedigitaliseerd. De tolkgebruikers plaatsen zelf tolkopdrachten op website,zodat de tolken tolkopdrachten kunnen kiezen. In 2016 werden De tolkvoorzieningen leefuren  overgenomen door de gemeenten. De Vereniging van de gemeenten heeft de tolkvoorzieningen uitbesteed aan de door Berengroep opgerichte tolkbemiddeling 'Tolkcontact'. De opdrachten worden gedigitaliseerd. De tolkgebruikers hoeven maar een knop drukken om de tolkopdracht goed te keuren. De tolkbemiddeling wordt geautomatiseerd met behulp van kunstmatige intelligentie. In begin 2017 had UWV een betalingsproblemen met de gebarentolken en schrijftolken; een aantal gebarentolken hadden om deze reden aan de bel getrokken bij Radar. Tolknet deed niet mee aan openbare aanbesteding van UWV, daardoor won Tolkcontact aanbesteding voor tolkvoorziening onderwijs en werk. Tolkcontact nam per 1 juli 2019 werkuren en onderwijsuren over van Tolknet. Op 1 juli 2019 zou Tolknet ophouden met hun bestaan. Ook heeft Tolkcontact minder taken voor priveuren. De toewijzing van priveuren is nu een taak voor UWV. De tolken zijn ZZP'ers en hebben vrijheid om opdrachten te kiezen. Daardoor heeft Tolkcontact geen goede inzicht van agenda's van tolken.

## Ontwikkeling van de bemiddelingsorganisaties in Vlaanderen
Sinds 1984 studeren er jaarlijks een aantal officieel erkende tolken Vlaamse Gebarentaal af. In de jaren 80 en 90 van de 20e eeuw hadden deze tolken meestal ook een ander beroep, waardoor zij niet altijd beschikbaar waren. Bovendien waren zij voor dove cliënten moeilijk of weinig bereikbaar. Onder aanmoediging van Fevlado werd daarom in 1991 het vzw 'Vlaams Communicatie Assistentie Bureau voor Doven' (kortweg CAB) opgericht om te kunnen bemiddelen tussen vraag en aanbod. 
In september 2006 was er een staking van de Vlaamse tolken waarin ze een beter loon en betere arbeidsvoorwaarden (met name in de onderwijssituatie) eisten. Dat moet voorkomen dat steeds meer tolken stoppen met hun werk, waardoor het tolkentekort blijft oplopen ten nadele van de Vlaamse dovengemeenschap.